# Cratere Flora
Flora  è un cratere sulla superficie di Marte.